# Maria Alexandra de Baden
Maria Alexandra Tira Vitória Luísa Carlota Hilda Princesa e Marquesa de Baden (em alemão:Marie Alexandra Thyra Viktoria Luise Carola Hilda Prinzessin und Markgräfin von Baden), (1 de agosto de 1902 – 29 de janeiro de 1944) foi uma princesa e condessa de Hesse-Cassel como esposa do príncipe Wolfgang de Hesse-Cassel.

## Família
Maria Alexandra era filha do príncipe Maximiliano de Baden e da princesa Maria Luísa de Hanôver e Cumberland. Os seus avós paternos eram o príncipe Guilherme de Baden e a princesa Maria de Leuchtenberg. Maria era filha do duque Maximiliano de Leuchtenberg e da grã-duquesa Maria Nikolaevna da Rússia, filha mais velha do czar Nicolau I da Rússia.
A princesa Maria Luísa de Hanôver era filha do duque Ernesto Augusto de Hanôver, pretendente do reino de Hanôver, e da princesa Tira da Dinamarca, filha mais nova do rei Cristiano IX da Dinamarca e da princesa Luísa de Hesse-Cassel. A avó de Maria, Tira, era irmã da imperatriz Maria Feodorovna, mãe do czar Nicolau II da Rússia.

## Casamento e morte
No dia 17 de setembro de 1924, Maria casou-se com o príncipe Wolfgang de Hesse-Cassel.
Morreu durante um raide aéreo na Segunda Guerra Mundial.